# Ласте ди Сото (Белуно)
Ласте ди Сото (итал. Laste di Sotto) је насеље у Италији у округу Белуно, региону Венето.
Према процени из 2011. у насељу је живело 15 становника. Насеље се налази на надморској висини од 1357 м.